# Hattyúhercegnő
A Hattyúhercegnő (eredeti cím: The Swan Princess) 1994-ben bemutatott amerikai rajzfilm, amelyet A hattyúk tava című balett alapján alkottak meg, és folytatása is készült. Az animációs játékfilm rendezője és producere Richard Rich. A forgatókönyvet Brian Nissen írta, zenéjét Lex de Azevedo szerezte. A mozifilm a Nest Entertainment és a Crest Animation Productions gyártásában készült, a New Line Cinema forgalmazta. Műfaja zenés fantasyfilm.
Amerikában 1994. november 18-án mutatták be a mozikban, Magyarországon 1999. március 16-án adták ki VHS-en, majd 2002. január 1-jén DVD-n.
1997 – Hattyúhercegnő 2. – (The Swan Princess II: Escape from Castle Mountain)
1998 – Hattyúhercegnő 3. – A kastély titka – (The Swan Princess III: The Mystery of the Enchanted Treasure)
2012 – Hattyúhercegnő karácsonya (The Swan Princess Christmas)
2014 – Hattyúhercegnő 4. – A trónörökös (The Swan Princess – A Royal family tale)
2016 – Hattyúhercegnő – Ma kalóz, holnap hercegnő! (The Swan Princess – Princess tomorrow, Pirate today)
2017 – Hattyúhercegnő – Királyi kémküldetés (The Swan Princess – Royally Undercover)
2018 – Hattyúhercegnő – Királyi rejtély (The Swan Princess – A Royal Mystery)
2019 – Hattyúhercegnő – A zene birodalma  (The Swan Princess – Kingdom of Music)
2020 – Hattyúhercegnő – Királyi esküvő  (The Swan Princess – A Royal Wedding)

## Cselekmény
|  | Alább a cselekmény részletei következnek! |

Vilmos királynak lánya születik, akit Odette-nek neveznek el. A kislány születését megünneplendő a király nagy ünnepséget rendez, ahova meghívja a szomszéd királyság özvegy királynőjét, Ubertát. Uberta magával hozza egyetlen fiát, Dereket, aki egy medált ajándékoz a kis hercegnőnek. Ubertának és Vilmosnak ekkor az az ötlete támad, miért ne boronálhatnák össze gyermekeiket, egyesítve így a két királyságot. Derek és Odette akaratán kívül arra ítéltetett, hogy minden nyáron elviselje egymást. Ahogy múlnak az évek, felnőnek, és a nagy viszály hirtelen semmivé foszlik, mikor a herceg megpillantja Odette-et, aki szép nővé érett. A herceg azonnal megkéri a kezét, de Odette úgy érzi, hogy nem önmagáért szereti őt Derek, ezért visszautasítja, majd csalódott apjával együtt távoznak.
Derek közben megbánja, hogy nem marasztalta Odette-et. Már mikor eldöntené, hogy utána ered, egy katona esik be ájultan az ajtón, hogy megtámadták Vilmos királyt. Derek az erdőbe siet, ahol megtalálja a felborult hintót, mellette az alig élő Vilmos királyt, aki utolsó szavaival figyelemre inti a herceget, hogy aki megtámadta őket, nem az, aminek látszik, egy hatalmas bestia. A hatalmas bestia nem volt más, mint Rothbart varázsló, akit Vilmos király száműzött a birodalmából. A varázsló most visszatért, hogy ismét magához ragadja a trónt, ahogy azt korábban már megkísérelte. Odette-et elátkozta, így a lány hattyúként él egy tónál, és kizárólag akkor változik emberré, ha a hold felkel. Rothbart azt akarja ezzel elérni, hogy Odette hozzámenjen feleségül, ám a lány mindig nemet mond. Segíteni próbál neki Uzsgyi, a teknős, Fesztáp hadnagy, a madár és Jean-Bob, a magát hercegnek képzelő béka, ám az átok csak akkor törik meg, ha Odette egy olyan embert csókol meg, aki neki örök szerelmet esküszik.
Odette elhatározza, hogy megkeresi Dereket, azonban a művelet nem veszélytelen, mert a hold lenyugtával hattyúvá változik. Eközben a herceg is Odette-et keresi, eltökélt szándéka, hogy legyőzi a hatalmas bestiát, ezért keményen edz és gyakorol. Odette barátai segítségével megtalálja Dereket, és a tóhoz csalja, de kis híján lelöveti magát a herceggel, aki azt hiszi a hattyúra, hogy ő a hatalmas bestia. Derek értesül az átokról, és megígéri Odette-nek, hogy szerelmet esküszik neki mindenki előtt a másnapi bálon, csak el kell jönnie. Rothbart közeledtére a párnak el kell válnia, de balszerencséjükre Rothbart fültanúja volt a párbeszédnek, ezért gonosz tervet eszel ki. Tudja, hogy Odette nem tud megjelenni a bálon, mert másnap újhold lesz, ezért szolgálóját, Bridgette-et küldi el a bálra Odette képében. Ha a herceg másnak vall szerelmet, Odette meghal.
Odette-et bebörtönzik egy erődbe, de barátai segítségével megszökik, és a kastélyba siet, de már elkésett. Derek döbbenten eszmél rá, mit tett, mikor az Odette-nek hitt személy visszaváltozik Bridgette-é. A hattyú után indul reménykedve, hogy még segíthet rajta, de Odette elveszti az eszméletét. Derek dühösen ütközik meg Rothbarttal, aki átváltozik a hatalmas bestiává. Derek azonban alulmarad, s mikor már azt hiszi, hogy itt a vég, Odette barátai visszaszerzik Derek íját, a gyilkos nyilat pedig gyerekkori barátja, Bromley röppenti a markába. Derek szíven lövi a sárkánybestiát, és magához vonja az alélt hercegnőt, akitől bocsánatot kér, és szerelmet vall neki. Odette visszanyeri eszméletét, a herceg pedig végre feleségül veszi őt.     
|  | Itt a vége a cselekmény részletezésének! |

## Szereplők
| Szereplő        | Eredeti hang                           | Magyar hang      | Leírás |
| --------------- | -------------------------------------- | ---------------- | --- |
| Odette hercegnő | Michelle Nicastro Liz Callaway (ének)  | Zakariás Éva     | Vilmos király egyetlen lánya, szőke hajú, kékszemű, gyönyörű hercegnő. Rothbart, a gonosz varázsló hattyúvá változtatta, és csupán a hold felkeltével változott vissza emberré.                          |
| Derek herceg    | Howard McGillin                        | Stohl András     | Uberta királynő egyetlen fia, barna hajú, kékszemű, délceg herceg. Feltett szándéka, hogy végezzen a hatalmas bestiával.                                                                                 |
| Lord Rothbart   | Jack Palance Lex de Azevedo (ének)     | Konrád Antal     | Vilmos király egykor udvari szolgálója, majd gonosz varázsló lesz, ezért száműzik a birodalomból. Bosszút esküszik a király ellen, magának akarja a királyságot. Képes átváltozni egy hatalmas bestiává. |
| Fesztáp hadnagy | Steve Vinovich                         | Kassai Károly    | Odette barátja, egy lunda. Odette látta el sérülését, mikor meglőtték egy nyíllal. |
| Jean-Bob        | John Cleese David Zippel (ének)        | Kerekes József   | Odette barátja, egy magát nagyra tartó béka, aki azt hiszi, ha megcsókolja egy hercegnő, herceggé változik..                                                                                             |
| Uzsgyi          | Steven Wright Jonathan Hadary (ének)   | Vass Gábor       | Odette barátja, egy szárazföldön lassú, de a vízben rendkívül gyors teknős. |
| Bromley         | Joel McKinnon Miller Wes Brewer (ének) | Minárovits Péter | Derek herceg gyerekkori barátja. Kicsit testes, és elmarad mindenben a herceg mellett, amit egy kis turpissággal ellensúlyoz, a szíve azonban a helyén van.                                              |
| Lord Rogers     | Mark Harelik                           | Balázs Péter     | Uberta királynő karmestere, és hódolója. |
| Uberta királynő | Sandy Duncan                           | Halász Aranka    | Derek herceg özvegy édesanyja. |
| Chamberlain     | James Arrington Davis Gaines (ének)    | Forgács Gábor    | Uberta királynő komornyikja, Bridgette hódolója. |
| Bridgette       | Bess Hopper                            | Illyés Mari      | Lord Rothbart segédje. |
| Vilmos király   | Dakin Matthews                         | Makay Sándor     | Odette hercegnő apja. |
| Mesélő          | Brian Nissen                           | Kőszegi Ákos     | – |

## Televíziós megjelenések
- HBO, TV2 (1. és 2. logó), Mozi+
- TV2 (4. logó), Super TV2